# Annesse-et-Beaulieu
Annesse-et-Beaulieu település Franciaországban, Dordogne megyében. Lakosainak száma 1478 fő (2022. január 1.). Annesse-et-Beaulieu La Chapelle-Gonaguet, Chancelade, Léguillac-de-l’Auche, Marsac-sur-l’Isle, Mensignac, Montrem, Razac-sur-l’Isle és Saint-Astier községekkel határos.

## Népesség
A település népességének változása:
| Lakosok száma | 553  | 826  | 1246 | 1418 | 1487 | 1481 | 1436 | 1425 | 1412 | 1478 |
|               | 1968 | 1982 | 1999 | 2006 | 2011 | 2015 | 2017 | 2018 | 2020 | 2022 |